# Омс, Хендрик
Хендрик Омс (нидерл. Hendrik Ooms, 18 марта 1916 — 6 декабря 1993) — нидерландский велогонщик, призёр Олимпийских игр и чемпионата мира.

## Биография
Родился в 1916 году в Халфвеге; был сыном олимпийского велогонщика 1920-х. В 1936 году на Олимпийских играх в Берлине завоевал серебряную медаль в тандеме (вместе с Бернардюсом Лене). В 1937 году завоевал бронзовую медаль чемпионата мира в спринте. В 1937—1938 годах становился чемпионом Нидерландов в спринте. В 1944 году перешёл в профессионалы.
После окончания Второй мировой войны некоторое время жил в Брюсселе, занимаясь производством роликовых коньков. Был одним из зачинателей хоккея на роликовых коньках в Нидерландах.